# Mischococcales
Mischococcales é uma ordem de algas da classe Xanthophyceae (algas verde-amareladas) que tem como única família Pleurochloridaceae, com com 2 géneros.

## Taxonomia e sistemática
A família Pleurochloridaceae é a única que integra a ordem Mischococcales. A família inclui os seguintes géneros:
- Meringosphaera Lohmann, 1903
- Schilleriella Pascher, 1932
- Characiopsis
- Mischococcus
- Ophiocytium

Outras classificações alteram a circunscrição taxonómica da ordem e incluem as seguintes famílias:
- Botrydiopsidaceae (5 géneros)
- Botryochloridaceae (16 géneros)
- Centratractaceae (2 géneros)
- Centritactaceae
- Centritractaceae (14 géneros)
- Characiopsidaceae (52 géneros)
- Chloropediaceae (2 géneros)
- Clorotheciaceae (1 género)
- Gloeobotrydaceae (12 géneros)
- Gloeopodiaceae (1 género)
- Mischococcaceae (2 géneros)
- Ophiocytiaceae (23 géneros)
- Pleurochloridaceae (117 géneros)
- Trypanochloridaceae (1 género)